# Dan Spătaru
Dan George Spătaru (n. 2 octombrie 1939, Aliman, România – d. 8 septembrie 2004, București, România) a fost un cântăreț român de muzică ușoară.

## Date biografice
Dan George Spătaru s-a născut în 2 octombrie 1939, într-o familie de învățători, Gherghina și Aurel Spătaru. Și-a petrecut copilăria la Aliman, comuna natală, în Ion Corvin și la Medgidia, alături de sora mai mare Puica (Maria Nicola) și a bunicilor, agricultori.
Caii erau pasiunea lui de mic copil, mai târziu a apărut o altă pasiune, mult mai puternică, aceea pentru fotbal. Dan a crescut printre poveștile bunicilor și cântecelor interpretate de părinții lui. Când avea 12 ani, mama sa a murit, iar cei doi copii s-au mutat la Medgidia la o mătușă pentru a îndeplini dorința mamei "Copiii mei să învețe carte". Aici Dan a făcut liceul și a început cariera de fotbalist. A evoluat pe post de mijlocaș la clubul "Știința București".
În anul III la Facultatea de Educație Fizică și Sport a trebuit să se lase de fotbal, avea hernie de disc. Apoi, s-a dedicat școlii și muzicii. Dan Spătaru era student când a început să cânte la "Casa Studenților" în anul 1962. A început cu muzică italiană, care era la modă. Dragostea pentru muzică a moștenit-o din familie; tatăl său cântase la vioară. Camelia Dăscălescu a fost aceea care l-a descoperit. L-a ascultat odată la "Mon Jardin" și a făcut cu el lecții. Primele bucăți muzicale interpretate de Dan Spătaru au fost ale Cameliei Dăscălescu. Odată,la o terasă l-a întâlnit Temistocle Popa, care i-a compus aproape toate șlagărele. Primul mare succes l-a avut cu "Măicuța mea", de Temistocle Popa. 
A urmat un șir de șlagăre: „Țărăncuță, țărăncuță”, „Nici o lacrimă”, „Nu-ți șade bine când plângi”, „Nu m-am gândit la despărțire”, „Oare, oare, îți pare rău”, „În rândul patru”, „Drumurile noastre”, "Cântec","Măicuță,îți mulțumesc!", "Vorbește lumea că-s ștrengar". 
Dan Spătaru a bătut recordul la aplauze când era în Cuba: 16 minute și 19 secunde. „Prin 1967 am fost la un festival internațional în Cuba, la Varadero, unde sunt trecut în Cartea Recordurilor pentru aplauze: 16 minute și 19 secunde!”
A fost o personalitate a lumii muzicale românești care a rezistat timpului. Dan Spătaru a știut sa își respecte publicul prin ținuta elegantă pe care o avea tot timpul, indiferent de circumstanțe.
Dan Spătaru s-a stins în urma unui infarct în dimineața de 8 septembrie (ora 7:00). Peste zece mii de oameni au fost prezenți la înmormântarea sa.

### Viața personală
În anul 1972 o cunoaște pe viitoarea soție, la Teatrul „Fantasio” din Constanța, prin intermediul marelui actor de comedie Jean Constantin. S-au căsătorit în anul 1974 și au avut un copil, Dana. După mărturiile soției sale, Sida, Dan Spătaru a fost „familist convins” și „un model de tătic”.

## Discografie (parțială)
- Fir de viață
- In rândul patru
- Oare, oare
- Țărăncuță, țărăncuță
- Peste graniță
- Măicuță, îți mulțumesc
- Drumurile tinereții
- Cine te-a iubit
- Best of (1996)
- Drumurile tinereții (2002)
- Pe drumul meu (2005)
- Raza mea de soare (2005)
- In memoriam vol. 1 (2007)
- In memoriam vol. 2 (2007)

### Piese din repertoriu
- Trecea fanfara militară (Temistocle Popa / Mircea Block)  Ascultă Arhivat în 21 martie 2009, la Wayback Machine.
- Mi-ai furat inima (Temistocle Popa / A. Grigoriu, R. Iorgulescu)  Ascultă Arhivat în 24 decembrie 2008, la Wayback Machine.
- Măicuță, îți mulțumesc (Temistocle Popa / Eugen Mirea)  Ascultă Arhivat în 23 iunie 2009, la Wayback Machine.

## Filmografie
- Cîntecele mării (1971)

## Multimedia
- Video clip:  „Drumurile noastre” (1985)
- DVD - Dan Spătaru momente de aur(2009)